# Vincent Baestaens
Vincent Baestaens (né le 18 juin 1989 à Ekeren) est un coureur cycliste belge. Spécialiste du cyclo-cross, il a notamment été champion d'Europe de cyclo-cross juniors en 2006 et champion de Belgique espoirs en 2009.

## Palmarès en cyclo-cross
- 2006-2007
  -  Champion d'Europe de cyclo-cross juniors
  - Coupe du monde juniors #1, Kalmthout
  - 3e du Superprestige juniors
    - Superprestige juniors #4, Gieten
    - Superprestige juniors #5, Hamme-Zogge
    - Superprestige juniors #7, Hoogstraten

  - Trophée GvA juniors #8 - Internationale Sluitingsprijs, Oostmalle
  - 3e du championnat de Belgique de cyclo-cross juniors
- 2008-2009
  -  Champion de Belgique de cyclo-cross espoirs
  - Trophée GvA espoirs #4, Azencross
- 2010-2011
  - Coupe du monde espoirs #1, Coxyde
  - Coupe du monde espoirs #2, Kalmthout
  - Superprestige espoirs #4, Gavere
  - Superprestige espoirs #7, Hoogstraten
  - Cyclo-cross International Aigle espoirs, Aigle
  - 4e de la Coupe du monde espoirs
  - 10e du championnat du monde de cyclo-cross espoirs
- 2011-2012
  - IX Cyclo-cross de Villarcayo Villarcayo
- 2014-2015
  - Cyclo-cross International Podbrezova, Podbrezova
  - Tage des Querfeldeinsports, Ternitz
  - Giro d'Italia Ciclocross #4, Rossano Veneto
  - Ciclocross del Ponte, Fae' Di Oderzo
  - Grand Prix GEBA, Differdange
- 2015-2016
  - Ellison Park CX Festival #2
  - Trofeo Ayuntamiento de Muskiz, Muskiz
- 2017-2018
  - Cyclo-cross de Karrantza, Karrantza
- 2018-2019
  - Toi Toi Cup #1, Uničov
  - EKZ CrossTour #2, Aigle
  - Elorrioko Basqueland Ziklokrosa, Elorrio
  - Ciclocross Manlleu, Manlleu
  - Ciclocross del Ponte, Trévise
- 2019-2020
  - Rochester Cyclocross #1, Rochester
  - EKZ CrossTour #1, Aigle
  - Toi Toi Cup #4, Slaný
  - Ciclocross del Ponte, Trévise
- 2020-2021
  - 10e du championnat d'Europe de cyclo-cross
- 2021-2022
  - USCX Cyclocross Series #1 Rochester Cyclocross Day 1, Rochester
  - USCX Cyclocross Series #2 Rochester Cyclocross Day 2, Rochester
  - USCX Cyclocross Series #3 Charm City Cross Day 1, Baltimore
  - USCX Cyclocross Series #4 Charm City Cross Day 2, Baltimore
  - USCX Cyclocross Series #5 Jingle Cross Day 1, Iowa City
  - 10e de la Coupe du monde
- 2022-2023
  - USCX Series #1 - Virginia's Blue Ridge Go Cross Day 1, Roanoke
  - USCX Series #2 - Virginia's Blue Ridge Go Cross Day 2, Roanoke
  - USCX Series #3 - Rochester Cyclocross Day 1, Rochester
  - USCX Series #4 - Rochester Cyclocross Day 2, Rochester
  - USCX Series #5 - Charm City Cross Day 1, Baltimore
- 2023-2024
  - USCX Series #3 - Rochester Cyclocross Day 1, Rochester
  - USCX Series #4 - Rochester Cyclocross Day 2, Rochester